# Allison McNeill
Allison McNeill (Princeton, 26 settembre 1959) è un'allenatrice di pallacanestro canadese.

## Carriera
Dal 2002 al 2012 ha guidato il Canada.